# 鹿児島県立武岡台高等学校

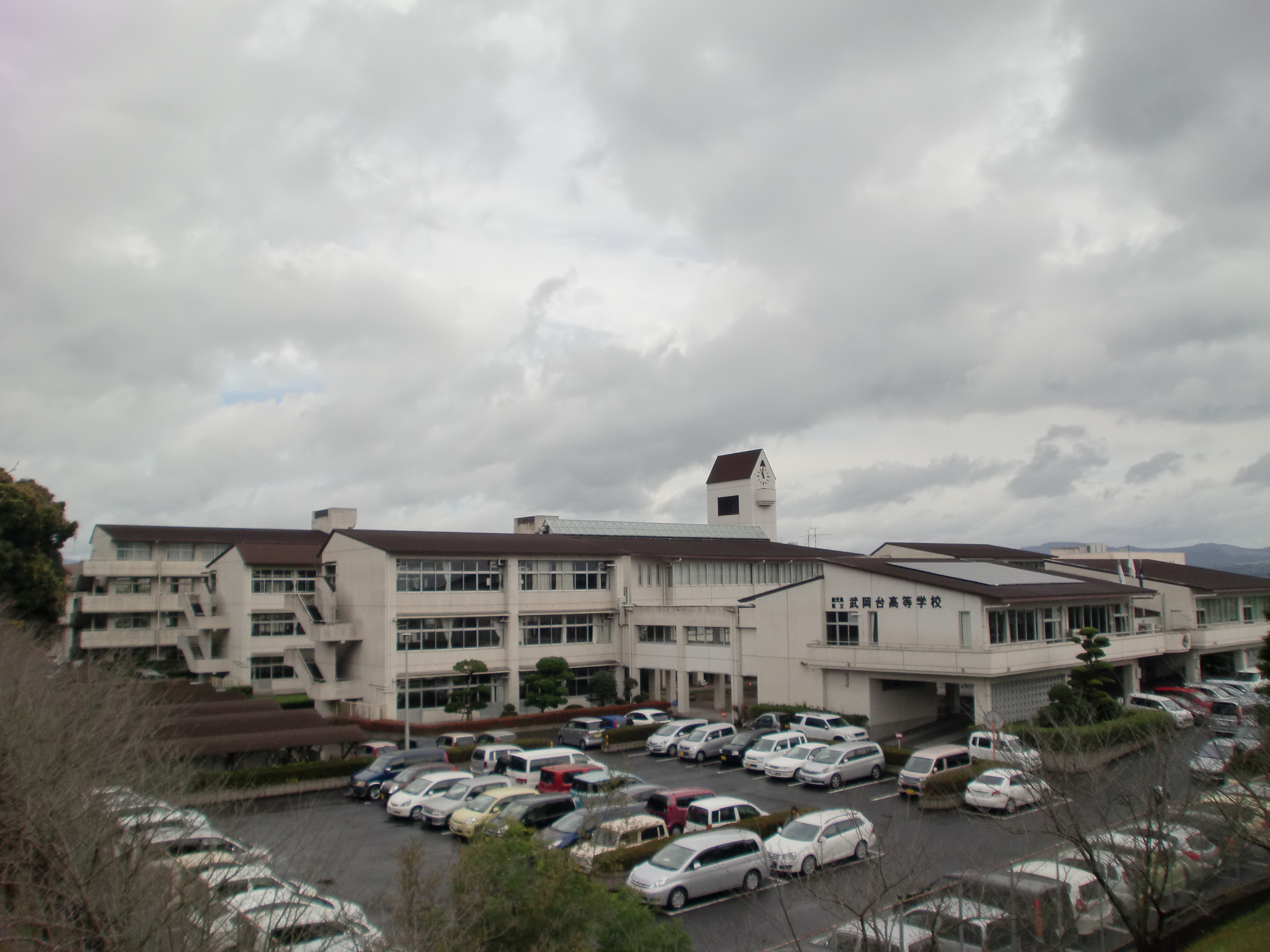
武岡台高校の全景

鹿児島県立武岡台高等学校（かごしまけんりつ たけおかだいこうとうがっこう 英語: Takeokadai High School）は、鹿児島県鹿児島市小野町にある県立高等学校。通称は武台（たけだい）。

## 概要
校訓
「剛」「創」「寛」
教育指針
「共に生きなん」
校章
円の中の上半分に「高」の文字を、下半分に校名イニシャルの「T」をデザイン化したものを配置した図柄である。
交通アクセス
- 南国交通・鹿児島交通「武岡台高校前」バス停

## 沿革

### 歴史・伝統
1980年代の鹿児島県公立高校の再編の一環で、中学校卒業者数が増加していた当時の鹿児島学区には高校が新設されることになり、1983年に旧松元町で開校した鹿児島県立松陽高等学校に続いて、1987年に鹿児島市小野町において普通科と情報科学科をもつ鹿児島県立武岡台高等学校が開校した。公立高校全体の学科の再編成も当時おこなわれており、1987年の実施計画にもとづき、既存の鹿児島県立甲陵高等学校に新設された人文科と同時に、新規開校の武岡台高校にも新構想の学科である情報科学科が設置された。
武岡台高校独自の伝統として「応援の舞」がある。これは創立当初はなかったものだが、ある体育教諭によって創立11周年の平成9年に創作され、現在でも錦江湾・武岡台高校スポーツ交歓会（通称・錦武戦）や体育祭、文化祭（武台祭）、吹奏楽部の定期演奏会や校内発表などで生徒らによって踊り継がれている。

### 年表
- 1986年 - 1月1日、新設高等学校設立準備委員会を設置する。5月13日、校名決定。7月2日、校訓と校章を決定。8月1日、鹿児島県立武岡台高等学校並びに同開設事務局を設置。
- 1987年4月7日 - 開校式。普通科と情報科学科を設置[3]。
- 同年11月2日 - 第1回文化祭にて校歌を発表
- 1988年 - 校舎（体育館・プール含む）竣工
- 1991年 - 庭園竣工
- 1992年4月25日 - 第1回錦江湾・武岡台高校スポーツ交歓会を開催。

## 設置学科
2019年度現在
- 普通科 - 大学の一般入試にも対応した普通教科を学ぶ。2年次から下記3コースに分かれる。
  - 人文系 - 文系普通科目を重点的に学び、主に文系学部への進学を目指すコース
  - 外国語系 - 英語を重点的に学び、主に外国語学部･文学部への進学を目指すコース
  - 理数系 - 理系普通科目を重点的に学び、主に理系学部への進学を目指すコース
- 情報科学科 - 大学の一般入試にも対応した普通教科と情報系・商業系・工業系の専門教科を学び、その専門教科に関する資格・検定の取得する。1年次の夏から下記2コースに分かれる（資格・検定の学習と進学のための学習の両立のため、普通科よりコース選択時期が早い）。
  - 情報文系 - 文系普通科目と商業や情報処理に関する科目を重点的に学び、主に経済学部・商学部を中心とする文系学部や短期大学への進学を目指すコース
  - 情報理系 - 理系普通科目と工業や情報技術に関する科目を重点的に学び、主に理工系の各学部や工業系の短期大学・専門学校への進学を目指すコース

## 行事
- 錦武戦（鹿児島県立錦江湾高等学校とのスポーツ交歓会）
- 文化祭（武台祭）
- 体育祭
- クラスマッチ(7月・3月の年2回)

## 部活動
2021年度現在
- 体育局
  - 野球部 - 県大会準優勝（1990年第72回選手権鹿児島県大会、1995年NHK旗争奪鹿児島県選抜大会）[9]
  - 陸上部
  - サッカー部
  - 男子テニス部、女子テニス部
  - 女子ホッケー部 - 全国大会出場歴あり
  - 男子バレーボール部、女子バレーボール部
  - 男子バスケットボール部、女子バスケットボール部
  - ソフトテニス部
  - 卓球部 - 全国大会出場歴あり
  - バドミントン部
  - 弓道部 - 全国大会出場歴あり
  - 剣道部
  - 水泳部
  - ダンス部
- 文化局
  - 吹奏楽部
  - 合唱部 - 全国総文祭参加歴あり
  - 演劇部
  - 茶道部
  - 華道部
  - 文芸部
  - ESS部
  - 美術部 - 全国総文祭参加歴あり
  - 書道部 - 全国総文祭参加歴あり
  - 科学部
  - 電算機部
  - 簿記会計部 (2019年度廃部)
  - パソコン部 (2020年度廃部)
  - 放送部 - NHK杯全国放送コンテスト、全国総文祭参加歴あり
  - 百人一首部 (2019年度同好会として新設。2021年度生徒会総会にて部昇格承認。)

## 関係者

### 同窓会
- 三紅会という名称である（校歌の「東天紅」「新緑紅」「北辰紅」より）。

### 著名な出身者一覧
- 秋元司 -元衆議院議員、元参議院議員、元内閣府副大臣、元環境副大臣、元防衛大臣政務官
- 三遊亭あら馬（桐野亜希子） - 落語家、俳優、アナウンサー
- 末永直登 - ドリフト競技選手
- 前迫潤哉 - 作曲家、シンガーソングライター
- 美里夢乃 - 宝塚歌劇団員
- 三角みづ紀 - 詩人